# Колчигин, Богдан Константинович
Богдан Константинович Колчигин (26 ноября 1895 года, Киев — 25 октября 1976 года,  г. Изюм Харьковской области) — советский военачальник, генерал-лейтенант (05.03.1944), доцент, кандидат военных наук.

## Биография
Из дворянского рода потомственных офицеров. Родился Богдан Константинович Колчигин 26 ноября 1895 года в Киеве. Дед — подполковник, участник русско-турецкой войны, отец — полковник Константин Иванович Колчигин — участвовал в Русско-японской и Первой мировой войне, мать —- Анна Богдановна (Готфридовна) Ишрейт — дочь обрусевшего немца. В детстве Б. К. Колчигин жил у дяди и бабушки, фактически воспитывался квартиросъёмщиком — подполковником Ф. П. Чернявским, который обучил юного Богдана строевой выправке, рукопашному бою, привил любовь к военной истории.

### Первая мировая война
Учился Б. К. Колчигин в 1-м Московском кадетском корпусе, 25 мая 1914 года выпущен вольноопределяющимся первого разряда в лейб-гвардии Литовский полк (Варшава). С началом Первой мировой войны, в июле 1914 года полк вошёл в состав 23-го армейского корпуса 2-й армии генерала А. В. Самсонова. Б. К. Колчигин в составе полка участвовал в битве при Танненберге Восточно-прусской операции. В конце августа 1914 года его направили в Александровское военное училище, где он прошёл ускоренный курс обучения, выпущен в 1915 году поручиком, служил в Петрограде. По многочисленным просьбам Б. К. Колчигина вернули на фронт, назначили командиром роты, позднее батальона в лейб-гвардии Литовском полку. В июне — августе 1916 года Б. К. Колчигин участвует в Брусиловском прорыве.
15 ноября 1917 года вышел приказ нового главковерха Н. В. Крыленко о демобилизации царской армии. Лейб-гвардии Литовский полк 2-го гвардейского корпуса в то время дислоцировался в Жмеринке Подольской губернии. Командир полка, зачитав указ о демобилизации, предложил солдатам добираться домой поодиночке. Капитан Б. К. Колчигин, вопреки мнению большинства офицеров, предложил солдатам сохранить полк и пробиваться в Россию. Солдатам это предложение понравилось, а Б. К. Колчигин был избран новым командиром полка. Под его руководством полк успешно совершил переход от Жмеринки до Воронежа.

### Гражданская война
С созданием РККА полк влился в её состав как Литовский советский полк (позднее 100-й стрелковый полк). Полк считался одной из лучших красноармейских частей, за бои во время Гражданской войны был награждён Почетным Революционным Красным Знаменем. Командуя полком, Б. К. Колчигин 4-6 августа 1918 года принял участие в обороне станции Поворино, во время которой разбил превосходящие силы белогвардейцев и захватил станцию Касирку, что предрешило успех Воронежско-Поворинской операции. За этот бой Б. К. Колчигин был награждён орденом Красного Знамени. В августе 1918 года Б. К. Колчигин назначен командиром 1-й бригады 3-й Воронежской пехотной дивизии (с 20 октября 1919 — 13-я стрелковая дивизия), с 19 октября 1918 по 7 февраля 1919 года — начальник этой дивизии в составе 8-й армии (Южный фронт). С 3 по 27 апреля 1919 года (до расформирования) — начальник 41-й стрелковой дивизии (8-я армия, Южный фронт). C 8 мая по 19 июня 1919 года — начальник 1-й Московской рабочей дивизии (8-я армия, Южный фронт). С ноября 1919 г. по май 1920 год — командир Отдельной образцовой ударной бригады 8-й армии, одновременно с марта 1920 года — командующий войсками Донской области. На этих должностях участвовал в боях с Донской армией генерала П. Н. Краснова и Добровольческой армией генерала А. И. Деникина.
С 1 мая 1920 до 23 мая 1921 года — начальник вновь сформированной 2-й Донской стрелковой дивизии (с июня 1922 — 9-я Донская стрелковая дивизия). Командуя дивизией в составе различных армий и фронтов, Б. К. Колчигин участвовал: в июле 1920 — в ликвидации Врангелевского десанта полковника Назарова, в августе 1920 — в ликвидации Улагаевского десанта, затем в Северно-Таврийской операции, в октябре 1920 — в освобождении Мариуполя и Мелитополя, в ноябре—декабре 1920 — в боях с армией Махно (лично арестовал ближайшего помощника махно С. Н. Каретникова), в 1921 году — в ликвидации банд Маслака, Каменюка и Попова. За бои на Кубани в августе 1920 года Б. К. Колчигин был награждён вторым орденом Красного Знамени (1923). Л. А. Зильбер, в 1920 году начальник санитарной службы 2-й Донской стрелковой дивизии, вспоминал разговор с Б. К. Кольчигиным: 

Красный командир (краском) Б. К. Колчигин

— Знаете, доктор, — говорил Колчигин, — я не политик, и я ничего в политике не понимаю, но я русский человек, и, конечно, мне очень дороги интересы моей страны. Большевики — они же собиратели земли русской, продолжатели великого дела Ивана Калиты. Ну что было бы с нашей страной без большевиков? Англичане оттяпали бы Кавказ, японцы — Приморье. Вряд ли сохранились бы в неприкосновенности западные границы. Обкорнали бы нашу матушку Русь. А большевики-то всю нашу землю собирают. Вот поэтому я и с большевиками. А с политикой как-нибудь дальше разберемся.
Он говорил очень искренне и убежденно, и я нисколько не сомневался, что именно эти мотивы побуждали его так энергично сражаться в рядах Красной Армии. Эти же мотивы позже прозвучали в известном воззвании генерала Брусилова.

— Мы очень много говорим об интернационализме, — продолжал Колчигин, — и, конечно, наша революция имеет международное значение. Но посмотрите, как одета наша армия и под каким знаменем она сражается.

Я очень удивился этому замечанию.

— Ну как же — ведь эти шлемы, в которые мы одеваем наших красноармейцев и эти широкие красные петлицы на шинелях — это же одежда великокняжеской рати, а красное знамя — это ведь то самое знамя, под которым русский народ сражался при Калке. Это то знамя, под которым русский народ сверг татарское иго. Так что большевики совсем не забывают, что они являются политической партией русского народа.— Л.А. Зильбер. Записки военного врача

### Между войнами
После окончания Гражданской войны Б. К. Колчигин остался на военной службе, в сентябре 1921 года был назначен временно исполняющим должность (ВрИД) командующего войсками Витебского района, с января 1922 года — командир 5-й Витебской стрелковой дивизии, затем командовал 11-й Петроградской стрелковой дивизией. В 1924 году окончил Военные академические курсы высшего начсостава РККА. В июне 1927 года Б. К. Колчигин становится инспектором учебно-строительного управления Главного управления РККА по стрелково-тактическому делу, в 1928 году окончил Курсы усовершенствования командного состава (КУВНАС) при Военной академии РККА им. Фрунзе, с июля 1929 года — помощник инспектора пехоты РККА, с июля 1931 года — военрук Московского государственного института журналистики, с ноября 1932 года — начальник первого отдела Управления механизации и моторизации РККА, затем инспектор того же управления. В январе 1935 года Б. К. Колчигин назначается начальником кафедры общей тактики Инженерно-технической академии связи им Подбельского. В феврале 1936 года Б. К. Колчигин — для особых поручений при командующем ОКДВА, маршале В. К. Блюхере, одновременно, в мае 1937 года — ВрИД начальника 2-го отделения штаба ОКДВА. С августа 1937 года преподавал в Военной академии РККА им. Фрунзе на общей кафедре тактики: старший преподаватель, ВрИД доцента, помощник начальника, начальник кафедры. В июне 1941 года Б. К. Колчигин переведен в Высшую Военную школу ПВО РККА начальником кафедры общей тактики. В те годы написал значительное количество учебных пособий.

### Великая Отечественная война
В начале Великой Отечественной войны генерал-майор Б. К. Колчигин на той же должности, в сентябре 1942 года был назначен заместителем командующего 4-й резервной армии, с марта 1943 года — заместитель командующего 3-й гвардейской армии.
С 10 марта по 3 мая 1943 года Б. К. Колчигин — командир 279-й стрелковой дивизии, с мая 1943 года — командир 34-го стрелкового корпуса, участвовал в освобождении Харькова в ходе Белгородско-Харьковской операции Курской битвы, затем в Донбасской операции. Но в октябре был отстранён от должности.
С 25 ноября по 25 декабря 1943 года командовал 52-й гвардейской стрелковой дивизией. С 30 декабря 1943 по 9 января 1944 года — врид командира 23-го гвардейского стрелкового корпуса, с 20 января 1944 года — командир 96-го стрелкового корпуса на 2-м Прибалтийском фронте.
17 февраля 1944 года Б. К. Колчигин был назначен командиром 7-го гвардейского стрелкового корпуса 10-й гвардейской армии, участвовал в Старорусско-Новоржевской операции (Ленинградско-Новгородская стратегическая операция). 27 февраля 1944 года после успешного наступления была освобождена Пустошка, Б. К. Колчигин разместил свой наблюдательный пункт на месте бывшего немецкого и подорвался на заложенной немцами мине. В госпитале ему ампутировали правую ступню.

### После войны
Сразу после победы, в июне 1945 года Б. К. Колчигин ушёл в отставку по болезни.
Жил в Изюме Харьковской области, писал мемуары о Первой мировой и Гражданской войне, делился воспоминаниями с учёными-историками. По принципиальным соображениям так и не вступил в коммунистическую партию.
Умер Богдан Константинович Колчигин в Изюме в 1976 году.

## Сочинения
Б. К. Колчигин ещё с 30-х годов начал писать книги и статьи по оперативному искусству и военной истории. В их числе:
- Ближний бой на уничтожение сторожевого охранения противника: Служба и боевая подготовка // Пограничник. — 1940. № 14.
- Боевые стрельбы частями. — Библиотека командира. Государственное военное издательство. 1931. (в соавторстве с Е. Разиным)
- Брусиловский прорыв // История СССР. — 1971. — № 3.
- Воспоминания офицера гвардии (лейб-гвардии Литовский полк) капитана Б. К. Колчигина.
- Мысли об использовании армии прикрытия в начальном периоде Великой Отечественной войны // Военно-исторический журнал. — 1961. — № 4. — С.35—37[2].
- Применение ручных и ружейных гранат во взводе. — 2-е изд. — Москва; Ленинград: Гос. изд-во, 1930.
- Оборона Порт-Артура в русско-японскую войну 1904—1905 гг. — М.: Воениздат НКО СССР, 1939. (в соавторстве с Е. Разиным)

## Воинские звания

Генерал-майор Б. К. Колчигин

### Российская империя
- поручик — 1915
- штабс-капитан
- капитан — 13.07.1917

### СССР
- комбриг — 26.11.1935
- комдив — 16.01.1937
- генерал-майор — 04.06.1940
- генерал-лейтенант — 05.03.1944

## Награды

### Российская империя
- Орден Святого Георгия 4-й степени — ПАФ от 04.03.1917
- Орден Святого Владимира 4-й степени с мечами и бантом
- Орден Святой Анны 2-й степени с мечами
- Орден Святого Станислава 2-й степени
- Орден Святой Анны 3-й степени
- Орден Святого Станислава 3-й степени с мечами и бантом
- Орден Святой Анны 4-й степени с надписью «За храбрость»
- медали

### Советский Союз
- Орден Ленина (21.02.1945)
- три Орден Красного Знамени (13.10.1919[3], 4.10.1923[4][5], 3.11.1944)
- Орден Суворова 2-й степени (27.08.1943)
- Орден Кутузова 2-й степени (05.03.1944)
- Медаль «За оборону Москвы»
- другие медали
- Почётный гражданин города Пустошка
- Почётный гражданин Тимашёвска (29.12.1970)